# 敬修堂
敬修堂，位于苏州市吴中区金庭镇东村西上60号，建于清乾隆十七年（1752年），前后六进，面积1866平方米，是西山岛现存最完整古宅。2002年10月22日列入第五批江苏省文物保护单位。